# 巴尼河

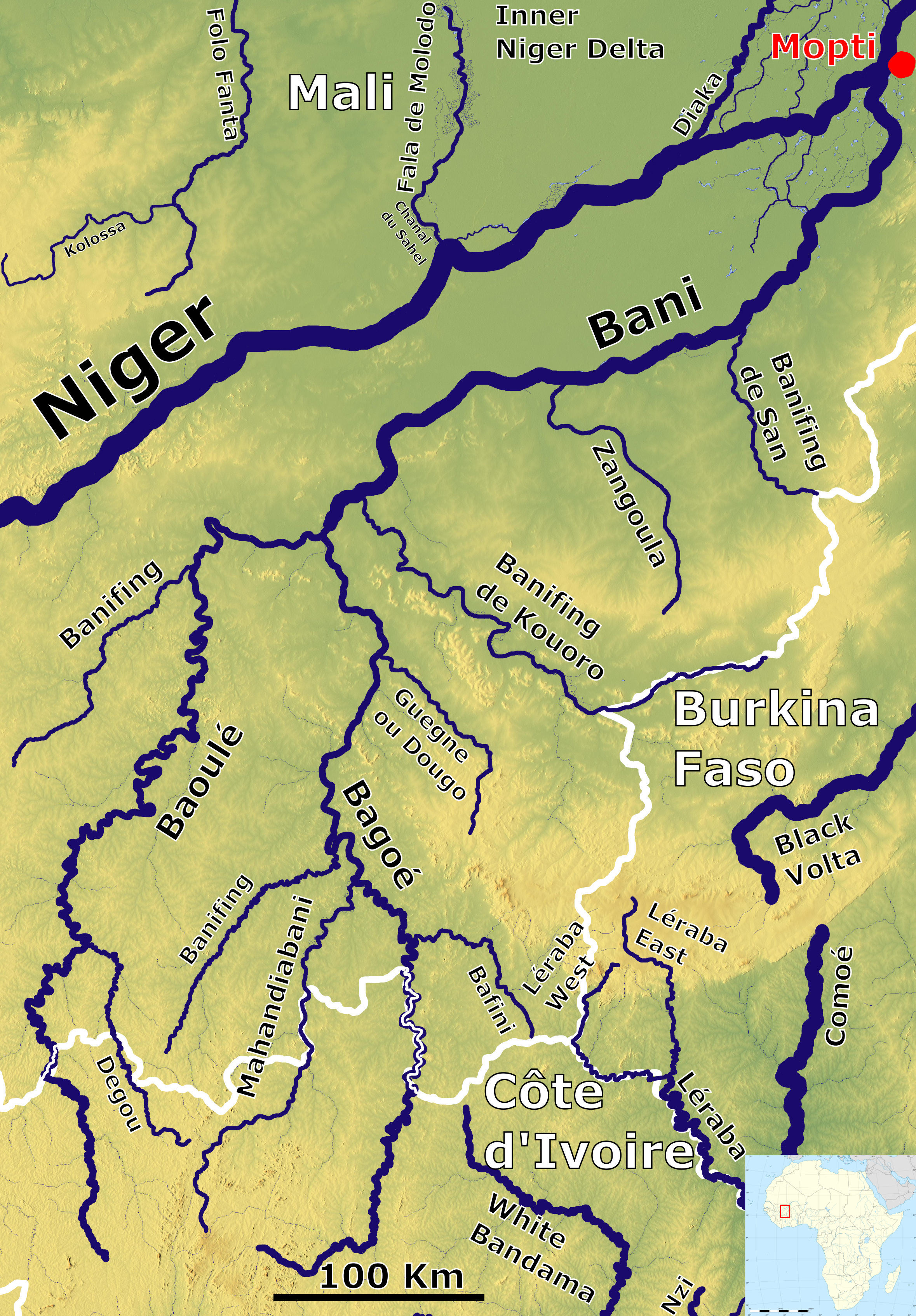
巴尼河地圖

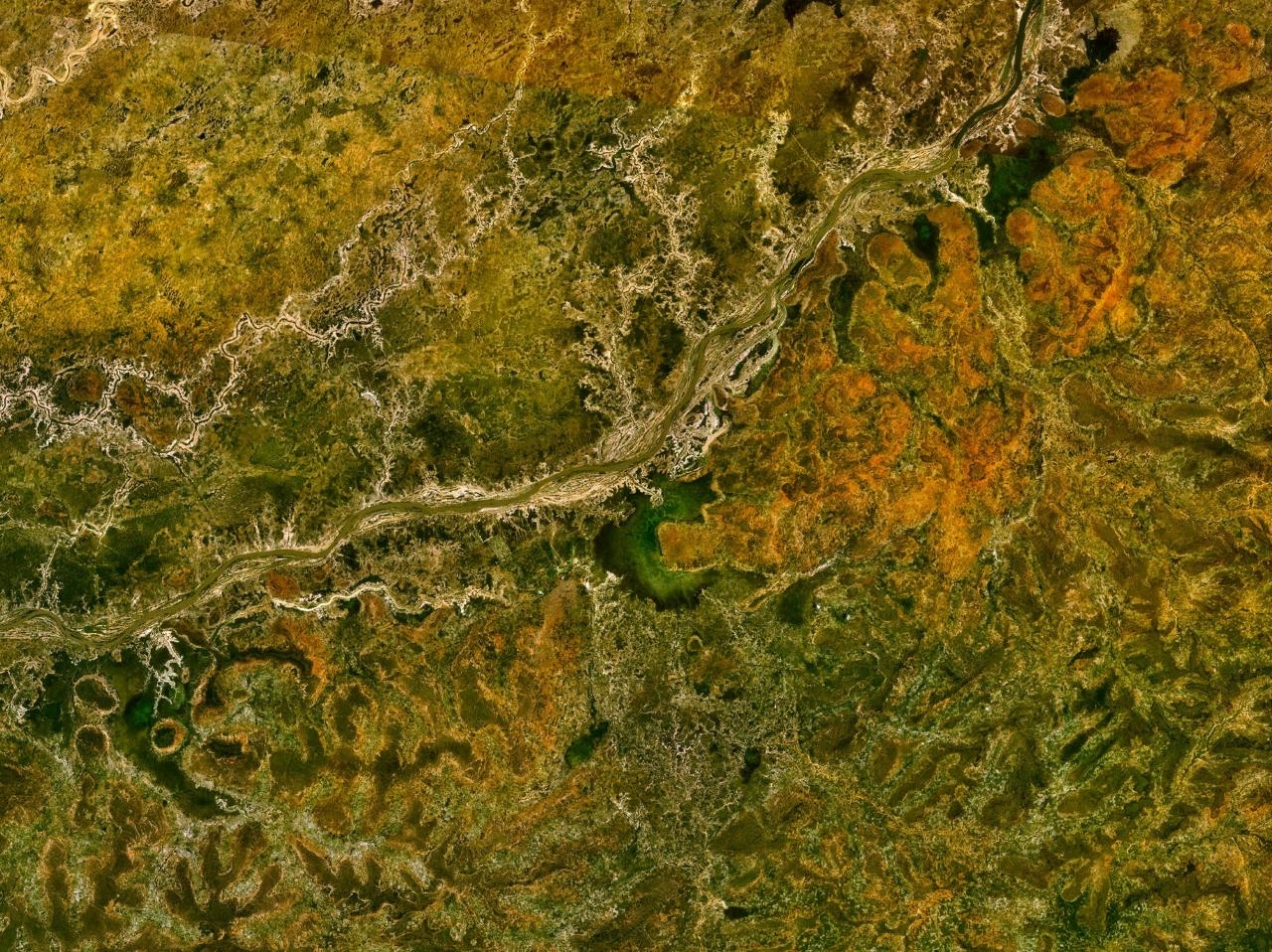
巴尼河衛星圖

巴尼河（法語：Bani）是馬里境內的尼日爾河主要支流，於莫普提（Mopti）附近匯入尼日爾河，河道全長約1,100公里。巴尼河是流量隨季節改變，9月底的流量最高，而2月至6月的流量則很少。巴尼河每年接收的雨量按年而異。
巴尼河杜納測站歷年年平均水量紀錄（m³/s）